# Campeonato Paraguaio de Futebol de 1987
O Campeonato Paraguaio de Futebol de 1987 foi o septuagésimo sétimo torneio desta competição. Participaram dez equipes. O Club Sportivo San Lorenzo foi rebaixado. O campeão e o vice do torneio representaria o Paraguai na Copa Libertadores da América de 1988
| Equipe                   | Cidade              | Departamento     | No ano anterior                                                      | Estádio | Capacidade | Títulos                                                 | Participações |
| ------------------------ | ------------------- | ---------------- | -------------------------------------------------------------------- | ------- | ---------- | ------------------------------------------------------- | ------------- |
| Club Cerro Porteño       | Assunção            | Distrito Capital | Terceiro Lugar                                                       | --      | --         | 19 (último em 1977)                                     | 71            |
| Club Guaraní             | Assunção            | Distrito Capital | Quinto Lugar                                                         | --      | --         | 9 (1906,1907, 1921, 1923, 1949, 1964, 1967, 1969, 1984) | 76            |
| Club Olimpia             | Assunção            | Distrito Capital | Vice Campeão                                                         | --      | --         | 31 (último em 1984)                                     | 77            |
| Club Libertad            | Assunção            | Distrito Capital | Quarto Lugar                                                         | --      | --         | 7 (1910, 1920, 1930,1943, 1945, 1955, 1976 )            | 73            |
| Club Sportivo Luqueño    | Luque               | Central          | Lugar                                                                | --      | --         | 2 (1951,1953)                                           | 53            |
| Sol de América           | Assunção            | Distrito Capital | Campeão                                                              | --      | --         | 1 (1986)                                                | 71            |
| Club Nacional            | Assunção            | Distrito Capital | Lugar                                                                | --      | --         | 6 (1909, 1911, 1924, 1926, 1942, 1946)                  | 76            |
| Club Atlético Colegiales | Assunção            | Distrito Capital | Sexto Lugar                                                          | --      | --         | 0 (não possui)                                          | 5             |
| Club Sport Colombia      | Fernando de la Mora | Central          | Lugar                                                                | --      | --         | 0 (não possui)                                          | 3             |
| General Caballero        | Assunção            | Distrito Capital | Campeão do Campeonato Paraguaio de Futebol de 1986 - Segunda Divisão | --      | --         | 0 (não possui)                                          | 11            |

## Premiação
| Campeonato Paraguaio 1987 Primeira Divisão |
| Assunção                                   |
| ------------------------------------------ |
| Club Cerro Porteño Campeão (20º título)    |